# Famille de Knyff

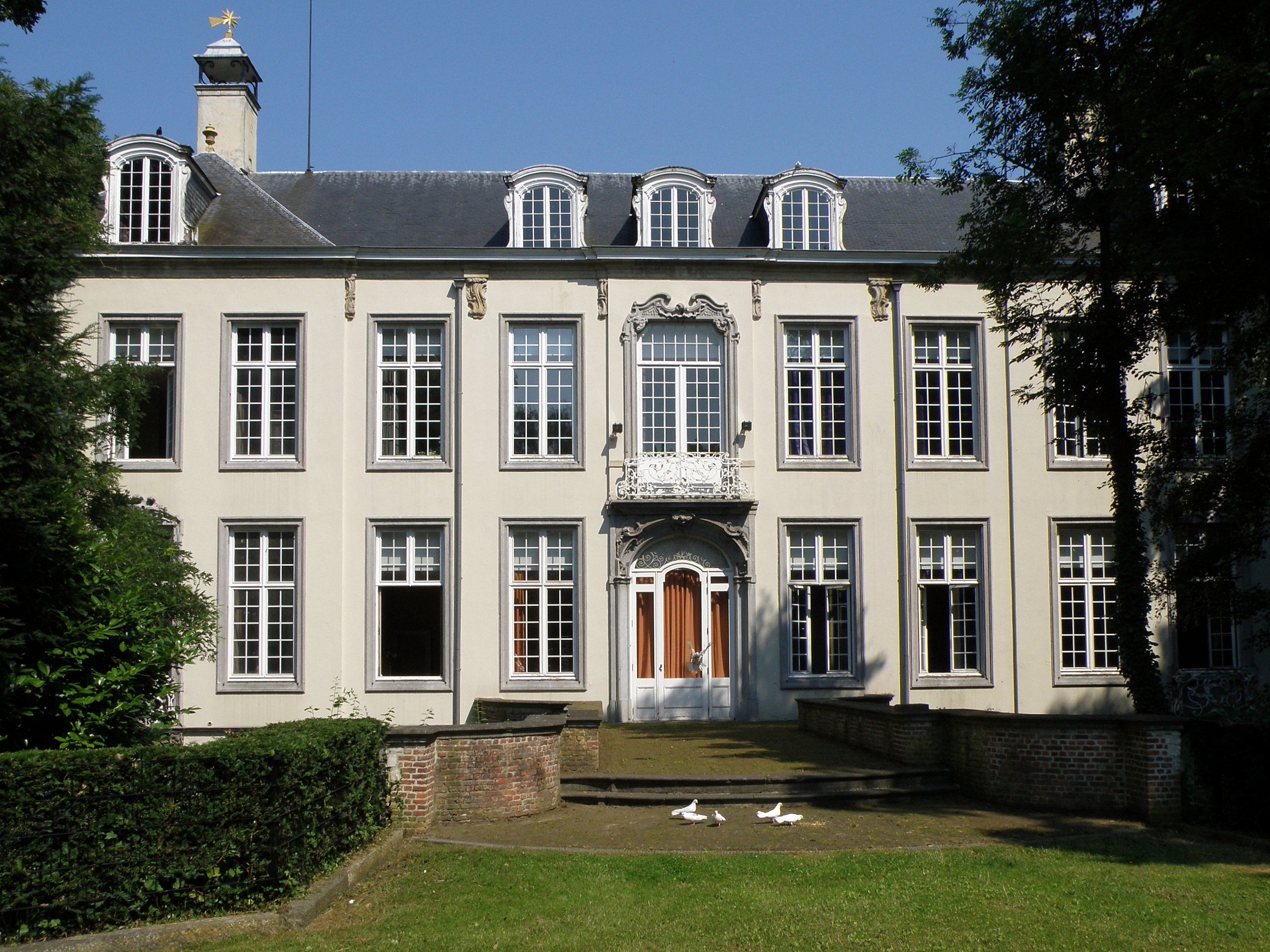
Le château Boekenberg, à Deurne

La famille de Knyff est issue d'une ancienne lignée noble de Flandre, originaire de Hollande. Ses membres étaient actifs dans la politique et leurs bourgmestres et échevins furent très respectés.
Au xvie siècle, les descendants cherchent refuge en Flandres, pour y rester. Une de leurs résidences principales fut l'Hôtel de Knyff, à Anvers, construit par Charles Joseph Xavier de Knyff, ainsi que le château Boekenberg, par Maria Theresia Carolina de Knyff.

## Descendants de Josse Knyff

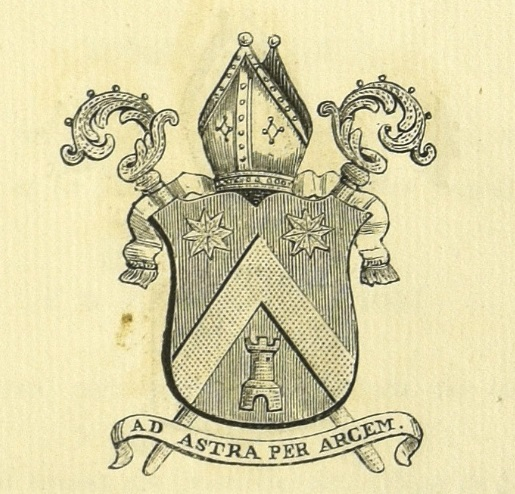
Abbé prémontré Gérard Knyff

- Jacques Knyff, Filius Joannis II,
allié à Suzanne de Bruyne. La seconde bannière aux trois fers est aux armes de Bruyne.
  - Gerardus Knyff[4], Père-abbé de l'Abbaye Saint-Michel d'Anvers, mort en 1686. Son abbaye vendit en 1633 une seigneurie de Nederokkerzeel (avec château) à François Knyff. Marie-Anne en fit relief en 1663[5] et ses descendants la gardèrent encore longtemps (branche éteinte).
  - Jacques I Gérard, chevalier de Knyff du Saint-Empire, (1681-1756): Bourgmestre d'Anvers,
marié à Marie-Agnès Verbiest. Veuf, il devint chanoine noble gradué de la cathédrale d'Anvers.  Son fils Pierre-Joseph prit sa charge ecclésiastique et fut également bibliophile[6].
    - Jean IV François de Knyff: Bourgmestre d'Anvers.
      - Jean V Auguste de Knyff
        - Jean VI Jacques de Knyff
          - Émile de Knyff (1817-1852), époux de Florence du Trieu de Terdonck[7] et châtelain de Roosendaal à Waelhem et grand propriétaire terrien à Tongerloo[8]

    - Michel-Jean de Knyff (1720-1797), secrétaire de la ville d'Anvers et bibliophile.
      - Jacques II Michel de Knyff (1753-1812),
allié à Isabella Marie le Candèle
        - Joseph Jacques de Knyff (1793-1839)

      - Charles I Joseph de Knyff, (1754-1826)
allié à Marie-Thérese ver Moelen: fait construire l'hôtel de Knyff à Anvers.
        - Charles II Pierre de Knyff, (1786-1841)
          - Léonce de Knyff (1813-1866)
            - René de Knyff (1865-1955): pilote automobile franco-belge et dernier de ce rameau.

      - Pierre I Charles de Knyff, (1758-1842);
allié à Adrienne d'Henssens
        - Pierre II Michel de Knyff (1784-1847);
allié à Constance de Vinchant, dame héritière de Gontrœul[9]
          - Alfred Edouard Hyacinthe de Knyff- né en 1819;
artiste peintre de l'Ecole de Barbizon[10].
          - Edmond Pierre de Knyff

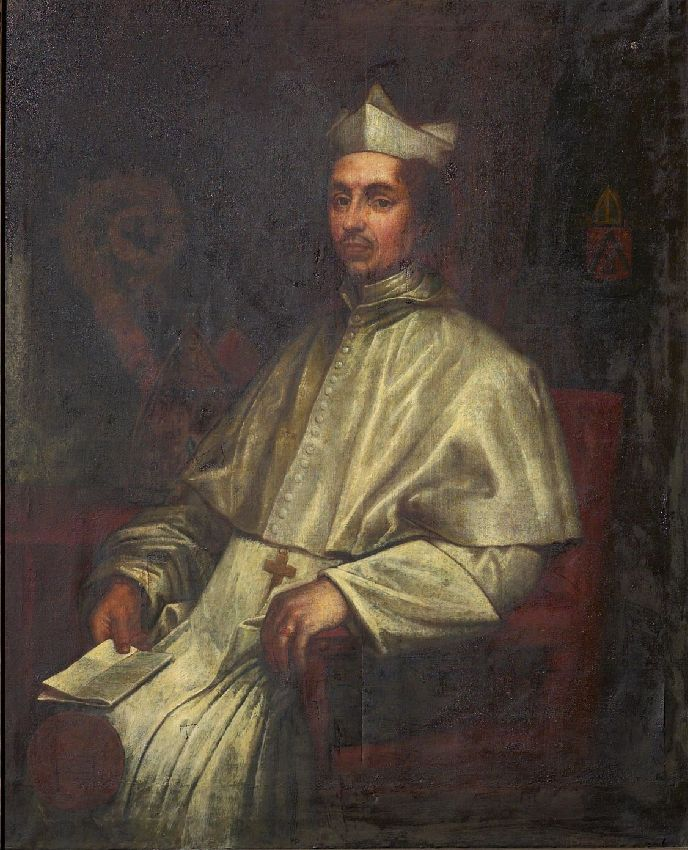
Gérard Knyff, abbé de l'abbaye de Saint-Michel
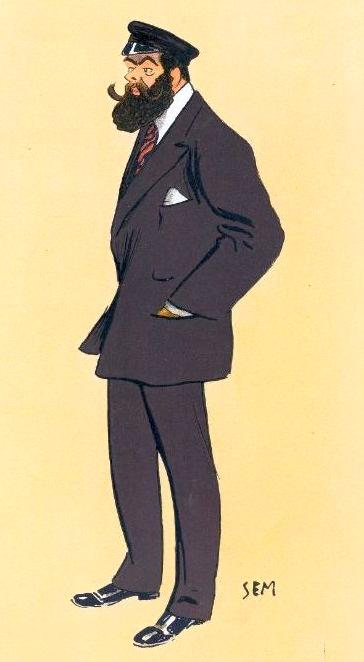
René de Knyff